# Cassidae
Cassidae là một họ ốc biển có kích cỡ vừa, lớn, đôi khi rất lớn trong siêu họ Tonnoidea.
Họ này có khoảng 60 loài; một ví dụ là loài Cypraecassis rufa.

## Phân bố
Các loài của họ này xuất hiện ở vùng biển nhiệt đới và ôn đới từ vùng gian triều đến độ sâu 100 m (330 ft), bị chôn vùi trong cát vào ban ngày và hoạt động mạnh vào ban đêm.

## Thói quen bắt mồi
Các loài ốc này ăn động vật da gai (đặc biệt là cầu gai), chúng bắt đầu bằng cách kẹp chúng bằng chân. Con ốc sau đó tạo ra một lỗ trên cầu gaithông qua hành động kết hợp của dịch tiết rất giàu axit sulfuric và bằng cách gặm nhấm bằng dải răng. Sự tiết axit được cung cấp bởi hai tuyến lớn proboscis.

## Các chi
Họ này có các chi sau:
- Casmaria H. Adams and A. Adams, 1853
- Cassis Scopoli, 1777
- Cypraecassis Stutchbury, 1837
- Dalium  Dall, 1889
- Echinophoria Sacco, 1890
- Eucorys Beu, 2008
- Galeodea Link, 1807
- Microsconsia Beu, 2008
- Oocorys P. Fischer, 1883
- Phalium Link, 1807 - bonnet shells
- Sconsia Gray, 1847
- Semicassis Mörch, 1852

Các chi được mang sang đồng nghĩa
- Bathygalea Woodring & Olsson, 1957: synonym of Echinophoria Sacco, 1890
- Benthodolium Verrill & Smith [in Verrill], 1884: synonym of Oocorys P. Fischer, 1884
- Bezoardica Schumacher, 1817: synonym of Phalium Link, 1807
- Bezoardicella Habe, 1961: synonym of Phalium Link, 1807
- Cassidaria Lamarck, 1816: synonym of Galeodea Link, 1807
- Cassidea Bruguière, 1789: synonym of Cassis Scopoli, 1777
- Echinora Schumacher, 1817: synonym of Galeodea Link, 1807
- Euspinacassis Finlay, 1926: synonym of Echinophoria Sacco, 1890
- Galeoocorys Kuroda & Habe, 1957: synonym of Galeodea Link, 1807
- Hadroocorys Quinn, 1980: synonym of Oocorys P. Fischer, 1884
- Morio Montfort, 1810: synonym of Galeodea Link, 1807
- Taieria Finlay & Marwick, 1937: synonym of Galeodea Link, 1807
- † Trachydolium Howe, 1926: synonym of Echinophoria Sacco, 1890
- Xenogalea Iredale, 1927: synonym of Semicassis Mörch, 1852
- Xenophalium Iredale, 1927: synonym of Semicassis Mörch, 1852

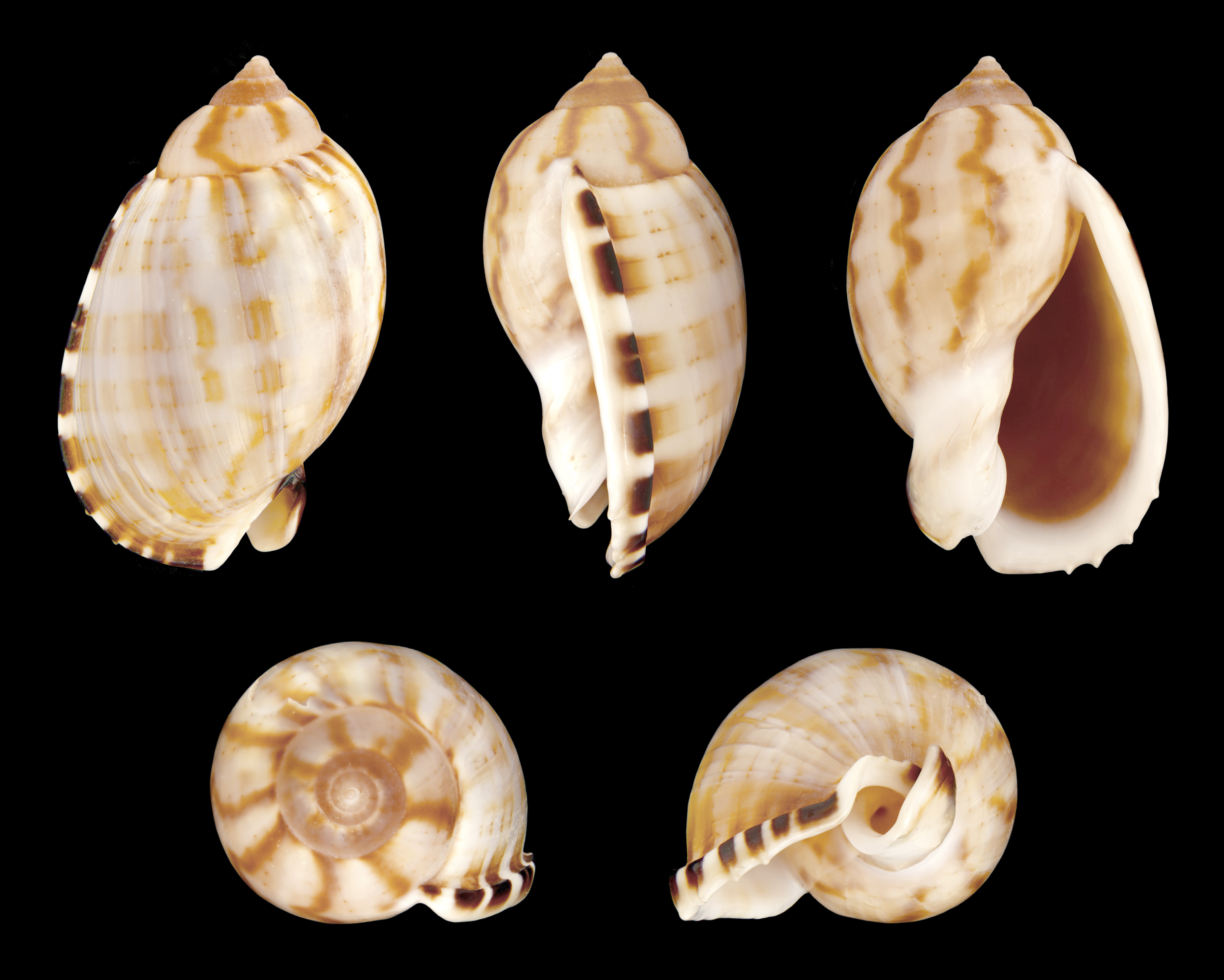
Casmaria erinaceus
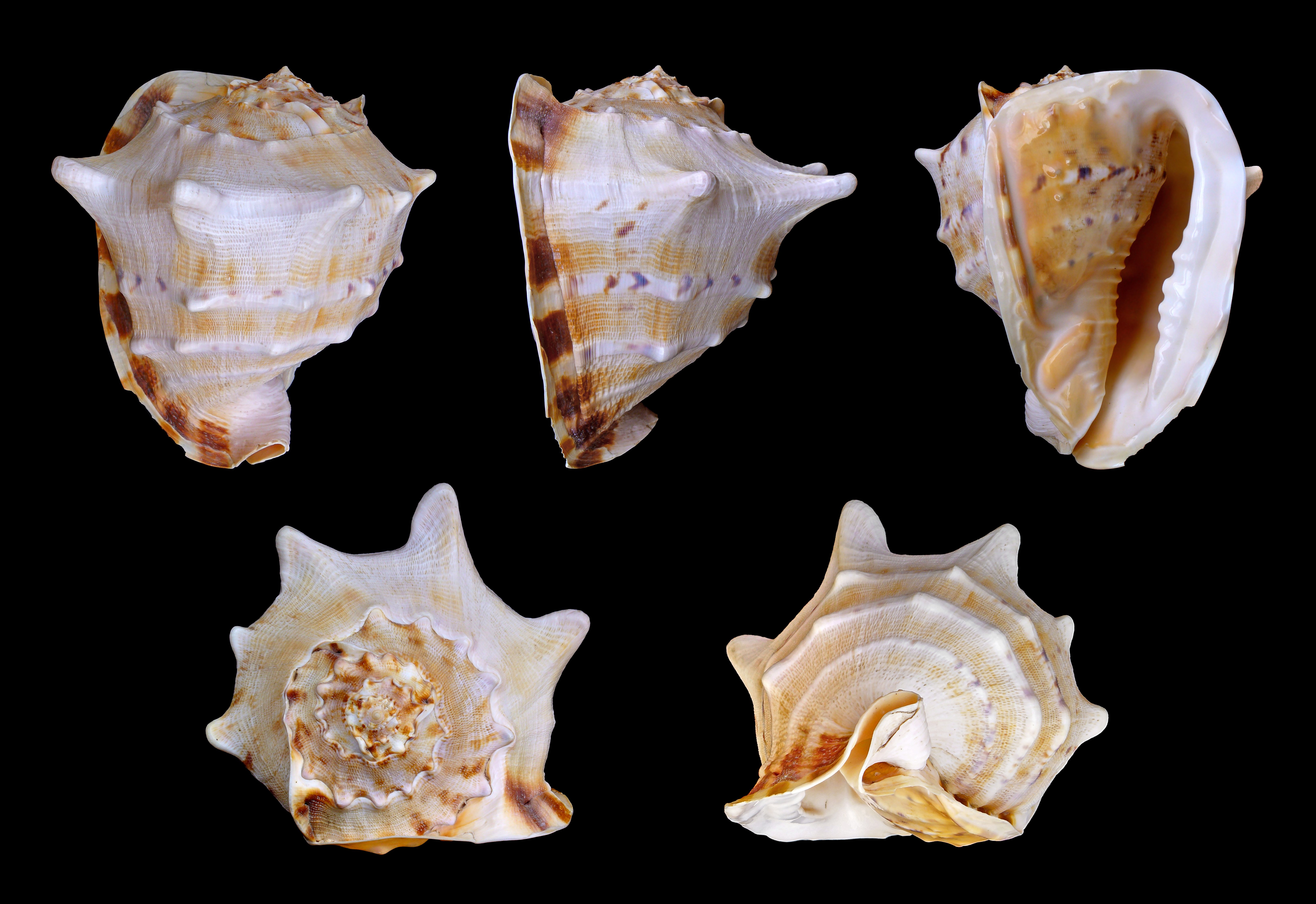
Cassis cornuta
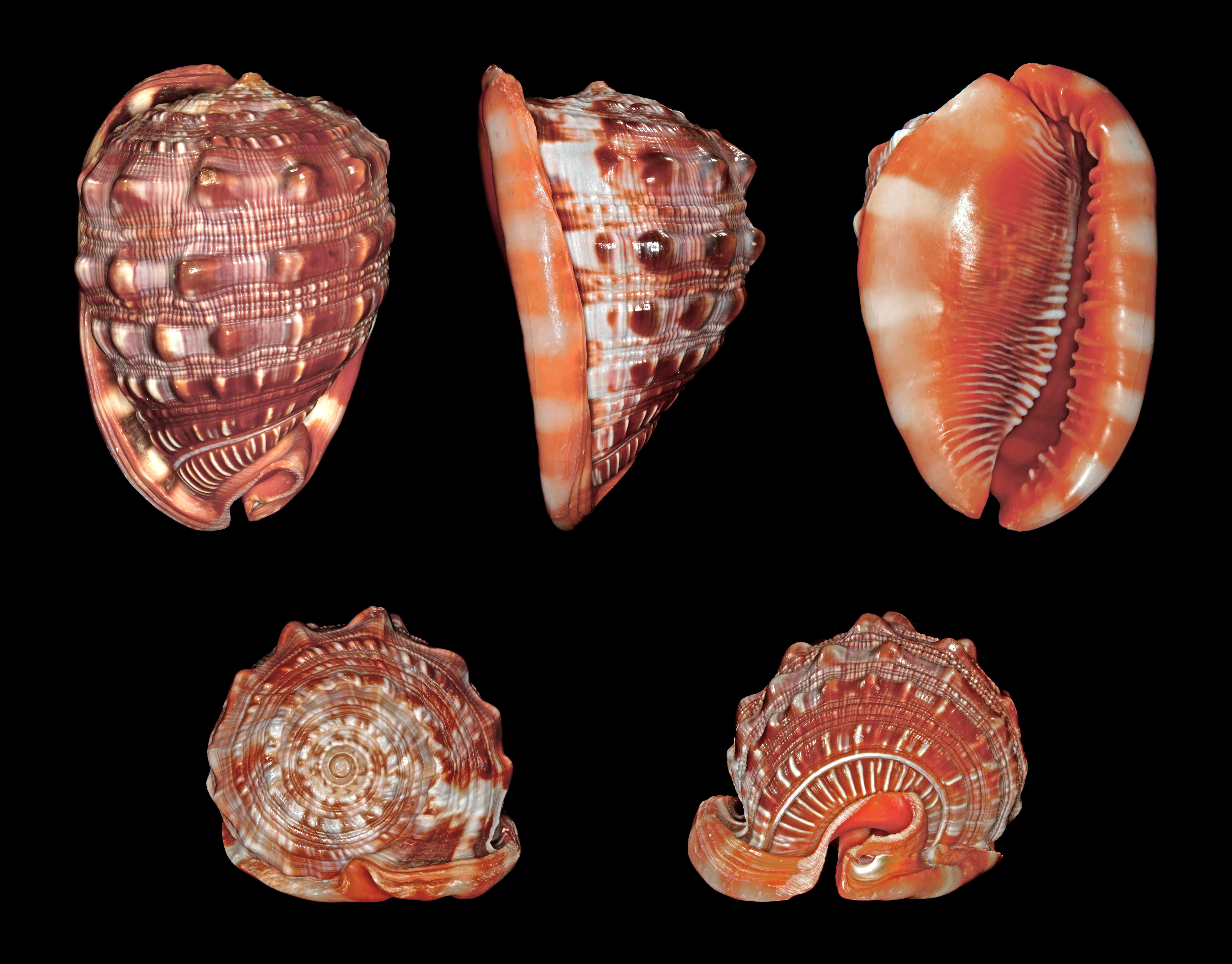
Cypraecassis rufa
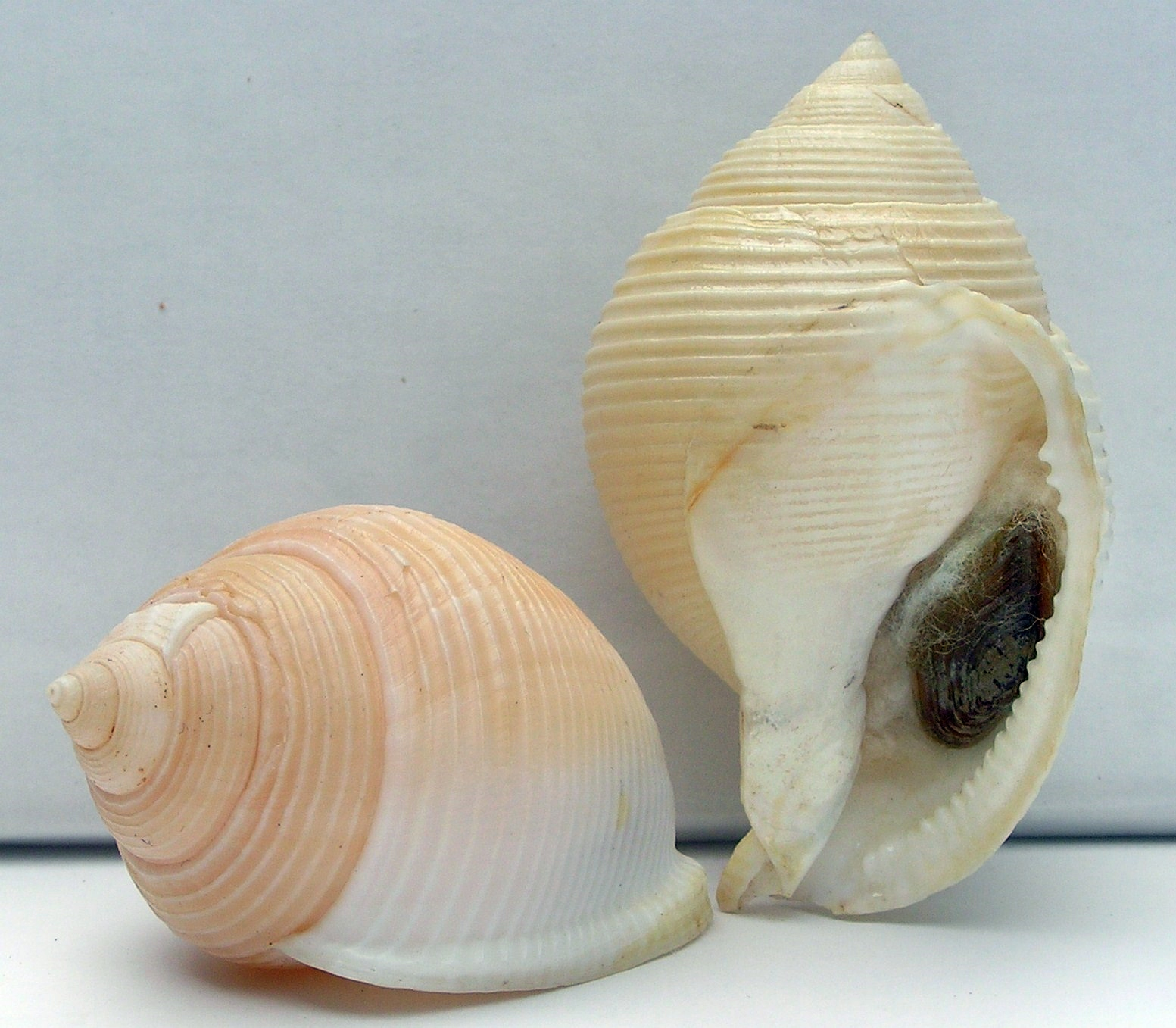
Galeodea rugosa
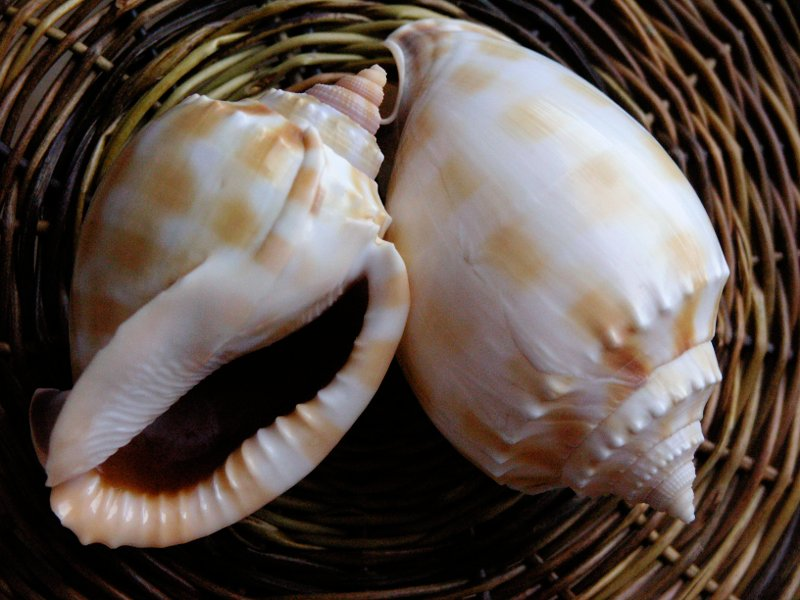
Phalium bandatum
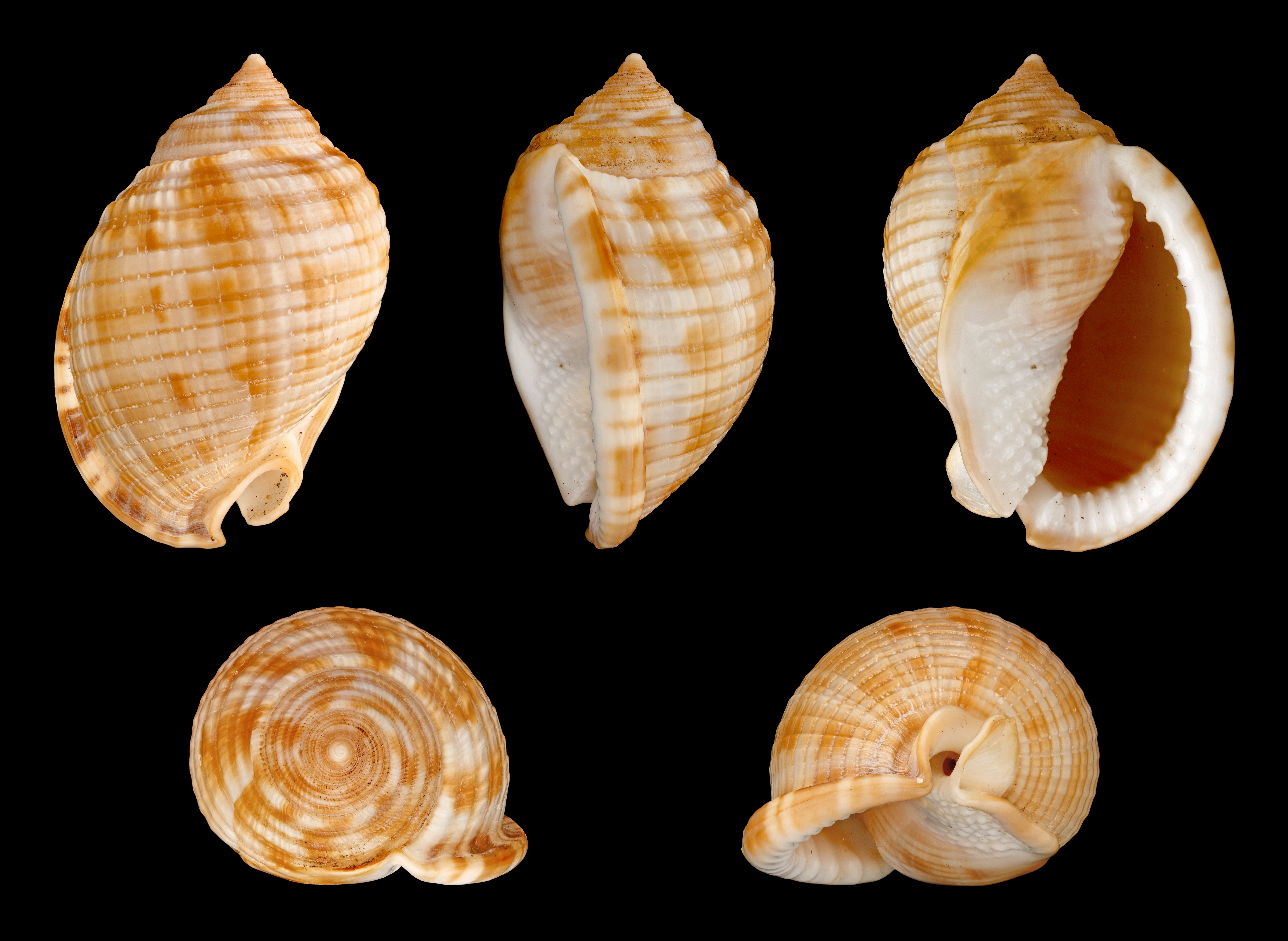
Semicassis granulata